# Vladica Babić
Vladica Babić (ur. 27 października 1995 w Podgoricy) – czarnogórska tenisistka, medalistka igrzysk małych państw Europy, reprezentantka kraju w Pucharze Federacji.

## Kariera tenisowa
W karierze wygrała dwa turnieje singlowe i dziewięć deblowych rangi ITF. 9 grudnia 2019 zajmowała najwyższe miejsce w rankingu singlowym WTA Tour – 485. pozycję, natomiast 4 listopada 2019 osiągnęła najwyższą lokatę w deblu – 164. miejsce.
W latach 2015–2018 studiowała na Uniwersytecie Stanu Oklahoma i występowała w zawodach organizowanych przez National Collegiate Athletic Association.
Reprezentowała klub TK Eminent.
W 2019 roku wywalczyła dwa medale na igrzyskach małych państw Europy. Babić triumfowała w rozgrywkach singlowych kobiet, natomiast w zawodach mikstowych zdobyła srebrny medal.
W 2011 roku po raz pierwszy reprezentowała kraj w zmaganiach o Puchar Federacji.

## Wygrane turnieje rangi ITF
| turnieje z pulą nagród 100 000 $ |
| turnieje z pulą nagród 80 000 $  |
| turnieje z pulą nagród 60 000 $  |
| turnieje z pulą nagród 25 000 $  |
| turnieje z pulą nagród 15 000 $  |
| turnieje z pulą nagród 10 000 $  |

### Gra pojedyncza
|    | Data       | Turniej        | Naw.   | Przeciwniczka | Wynik       |
| 1. | 11/08/2018 | Santa Tecla    | Twarda | Pamela Montez | 7:6(6), 6:4 |
| 2. | 13/01/2019 | Fort-de-France | Twarda | Alice Tubello | 6:4, 6;2    |

### Gra podwójna
|    | Data       | Turniej    | Naw.          | Partnerka         | Przeciwniczki                            | Wynik             |
| 1. | 09/08/2013 | Pirot      | Ceglana       | Katarina Adamović | Borisława Botuszarowa Ani Wangelowa      | 6:0, 6:3          |
| 2. | 13/09/2013 | Podgorica  | Ceglana       | Iva Mekovec       | Kateřina Vaňková Maša Zec Peškirič       | 4:6, 7:6(1), 10–5 |
| 3. | 09/11/2018 | Lawrence   | Twarda (hala) | Ena Shibahara     | Anna Danilina Ksienija Łaskutowa         | 6:4, 6:2          |
| 4. | 17/11/2018 | Norman     | Twarda        | Ena Shibahara     | María José Portillo Ramírez Sofia Sewing | 6:2, 6:3          |
| 5. | 30/03/2019 | Cancún     | Twarda        | Paige Hourigan    | Karolína Beránková Lara Escauriza        | 6:4, 6:3          |
| 6. | 22/06/2019 | Denver     | Twarda        | Hayley Carter     | Brynn Boren Gail Brodsky                 | 6:2, 6:3          |
| 7. | 29/06/2019 | Shreveport | Ceglana       | Hsu Chieh-yu      | Jennifer Elie Alexandra Osborne          | 6:2, 6:0          |
| 8. | 28/09/2019 | Templeton  | Twarda        | Caitlin Whoriskey | Gabriela Talabă Marcela Zacarías         | 6:4, 6:2          |
| 9. | 19/10/2019 | Waco       | Twarda        | Anna Danilina     | Savannah Broadus Vanessa Ong             | 6:3, 6:2          |